# よしかわ駅
よしかわ駅（よしかわえき）は、高知県香南市吉川町古川字九六山にある、土佐くろしお鉄道（TKT）ごめん・なはり線の駅である。駅番号はGN36。
開設当初、一部停車していた快速列車は現在全列車通過、普通列車のみ停車する。

## 歴史
- 2002年（平成14年）7月1日：土佐くろしお鉄道ごめん・なはり線の駅として開設。

## 駅構造
単式ホーム1面1線を有する高架駅。

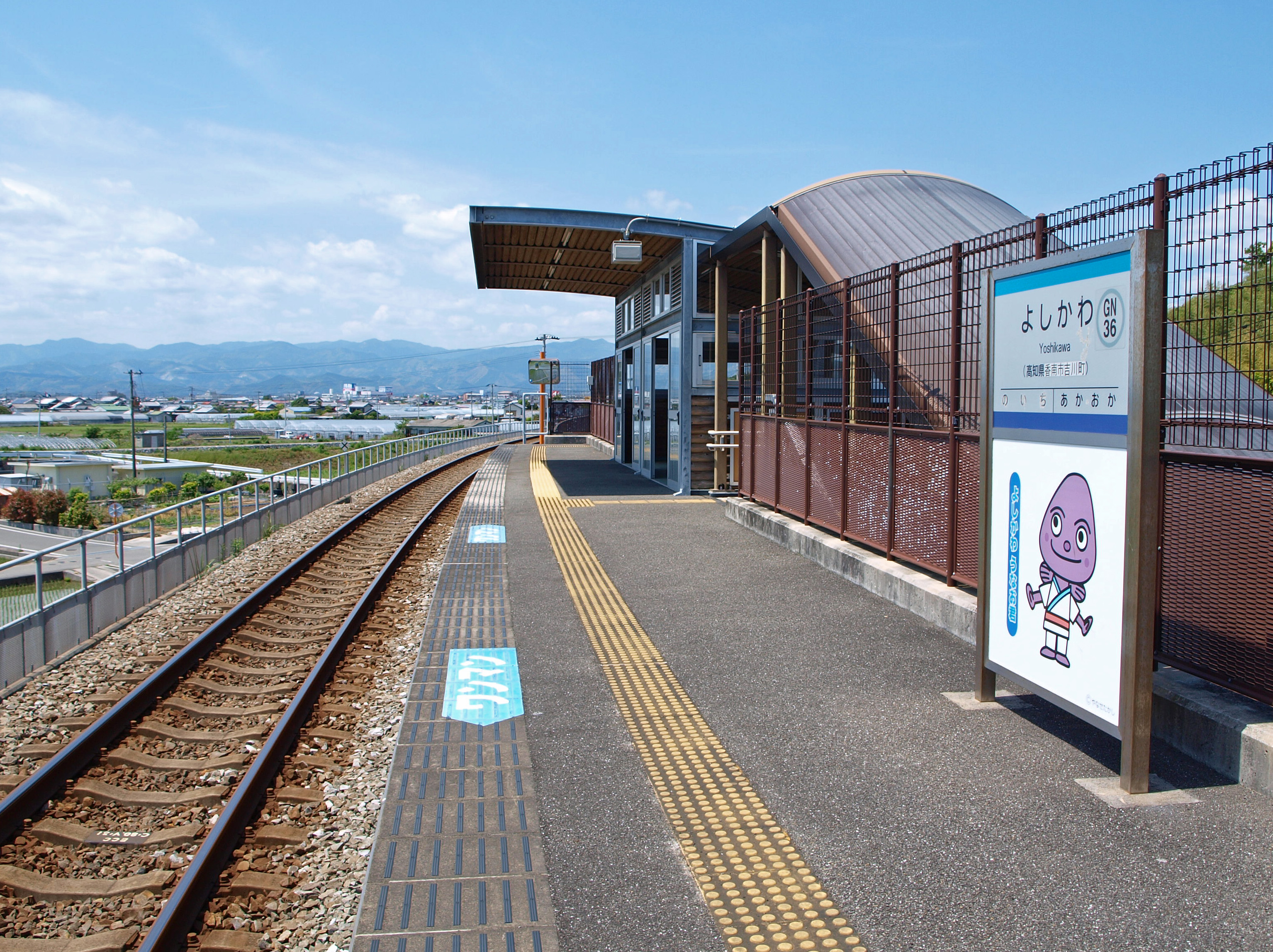
ホーム

無人駅。駅舎は無く、直接ホームへ入る形となっている。ホームは線路から見て北側（安芸方面に向かって左側）にある。地上とホームを連絡する階段には屋根が付けられている。

## 駅周辺
駅周辺は水田やビニールハウス等が多い。

## イメージキャラクター

よしかわ うなお君

名称は「よしかわ うなお君」。旧・吉川村で養殖が盛んであったウナギがモチーフとなっている。
なお、キャラクターモニュメントは階段下付近に設置されている。

## その他
- 仮称は「吉川駅」であったが、埼玉県のJR東日本武蔵野線に同名の吉川駅が存在することから平仮名表記となった。
- 土佐電気鉄道安芸線では、現在のよしかわ駅よりも西側200mの位置に古川駅が設置されていた。

## 隣の駅
土佐くろしお鉄道
■ごめん・なはり線
■快速
通過
■普通
のいち駅 (GN37) - よしかわ駅 (GN36) - あかおか駅 (GN35)